# Confine tra Francia e Spagna
Il confine tra la Francia e la Spagna ha una lunghezza di 656 km e si trova nel sud-ovest della Francia e nel nord-est della Spagna. La linea di frontiera è interrotta da Andorra ed inoltre la Spagna ha un'exclave in territorio francese.

## Caratteristiche

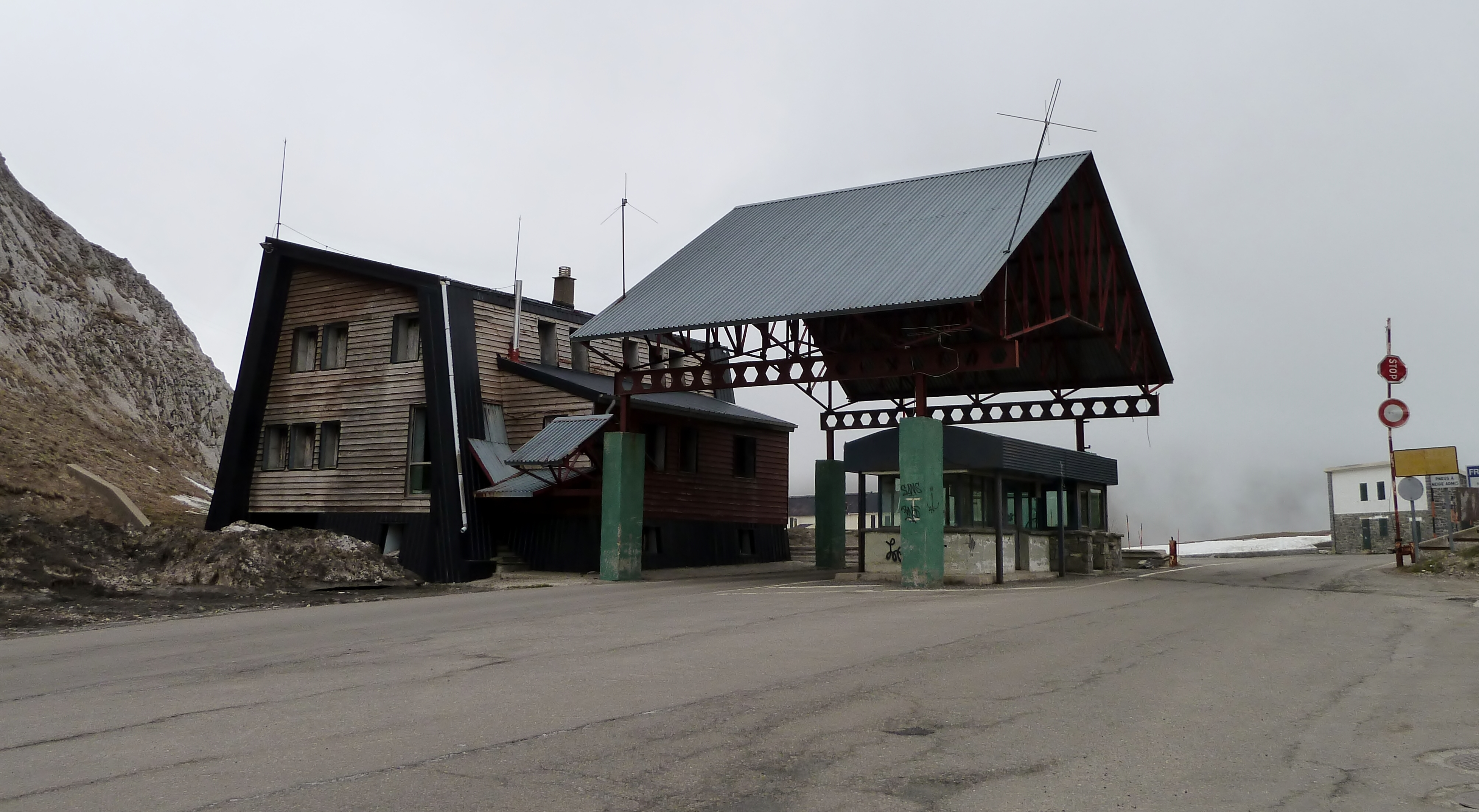
Frontiera franco-spagnola al Portalet d'Aneu.

Il confine inizia ad ovest nel Golfo di Guascogna tra la cittadina francese di Hendaye e quella spagnola di Irun. Segue poi una direzione generale verso est lungo la catena dei Pirenei fino alla triplice frontiera tra Andorra, Francia e Spagna. Dopo Andorra il confine riprende con la medesima direzione. Poco più avanti si trova in territorio francese l'enclave spagnola di Llívia. Termina infine sul Mar Mediterraneo tra la francese Cerbère e lo spagnolo Portbou.
Andando sempre da ovest verso est i dipartimenti francesi e le province spagnole interessati sono:
- Francia
  - Pirenei Atlantici (Nuova Aquitania)[5]
  - Alti Pirenei (Occitania)
  - Alta Garonna (Occitania)
  - Ariège (Occitania)
  - Pirenei Orientali (Occitania)
- Spagna
  - Gipuzkoa (Paesi Baschi)[6]
  - Navarra
  - Provincia di Huesca (Aragona)
  - Provincia di Lleida (Catalogna)
  - Provincia di Girona (Catalogna).

Poco dopo l'inizio della frontiera ad occidente lungo il corso del fiume Bidasoa si trova l'Isola dei Fagiani che è un condominio tra Francia e Spagna.

## Storia
Il confine fu definito con la Pace dei Pirenei nel 1659. La traccia attuale è stata ulteriormente definita con il Trattato di Bayonne del 1856.

## Valichi di frontiera

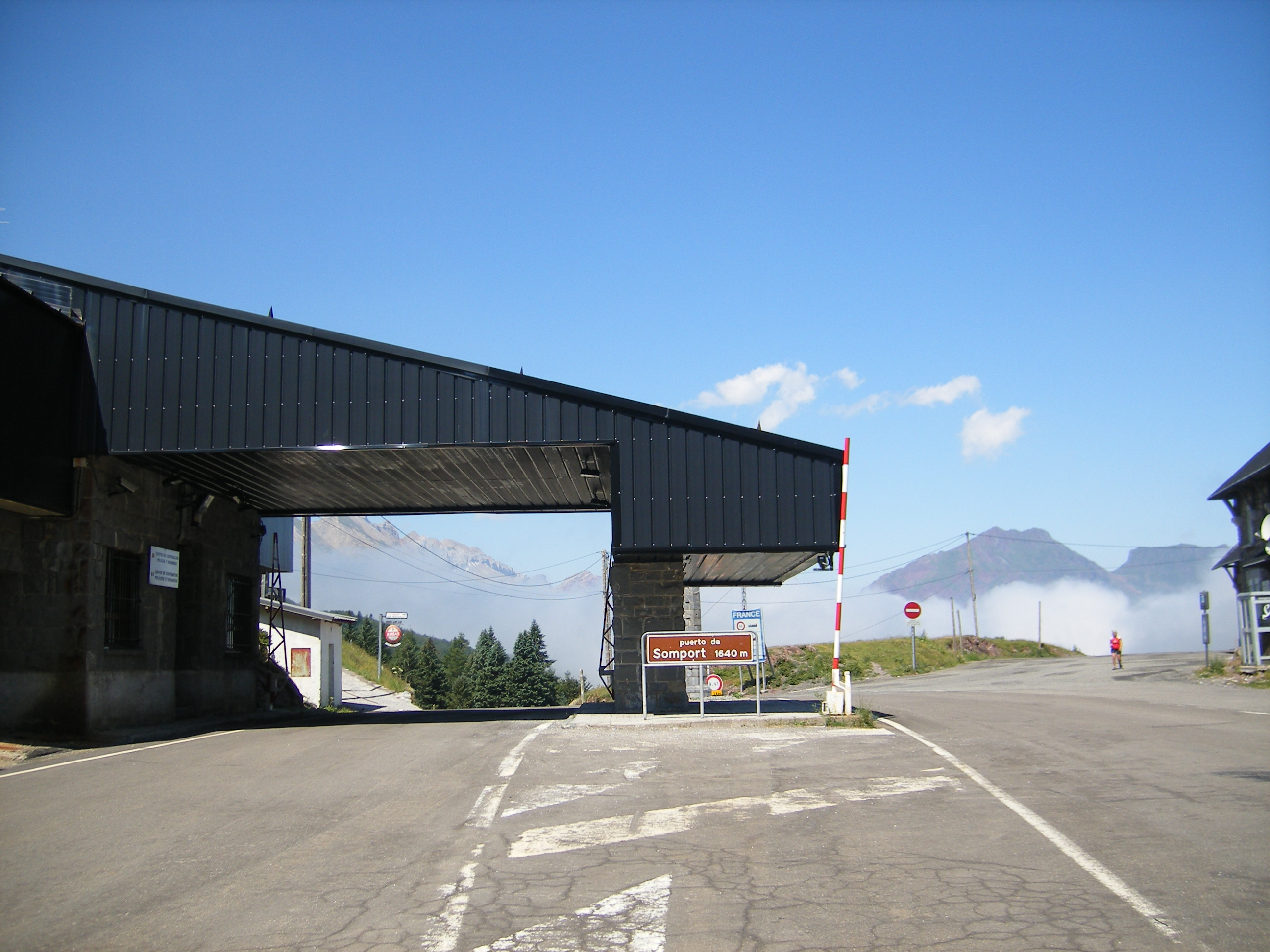
Il vecchio posto doganale del Somport visto dalla parte spagnola.

I principali valichi di frontiera tra Francia e Spagna sono (da ovest verso est):
- Hendaye / Irun
- Ibardin
- La Rhune (in basco Larrun, in spagnolo Larrún
- Col de Lizuniage
- Col de Lizarrieta
- Urdax / Ainhoa
- Col d'Iguskiegui
- Col d'Ispéguy
- Col d'Esnazu
- Arnéguy / Valcarlos
- Port de Larrau
- Col de la Pierre Saint-Martin
- Pas d'Arlas
- Passo del Somport
- Portalet d'Aneu
- Port de Boucharo
- Túnel de Bielsa-Aragnouet
- Col du Portillon
- Pont du Roi
- Bourg-Madame / Puigcerdà
- Col d'Ares
- Colle del Perthus
- Colle del Balistres (Cerbère / Portbou)